# WTA Jakarta
Das WTA Jakarta (offiziell: Danamon Open) war ein Tennisturnier des WTA Tour, das im Gelora-Bung-Karno-Stadion in Jakarta ausgetragen wurde.

## Siegerliste

### Einzel
| Jahr                    | Siegerin        | Finalgegnerin   | Ergebnis      |
| ----------------------- | --------------- | --------------- | ------------- |
| ↓ Kategorie: Tier IV ↓  |                 |                 |               |
| 1993                    | Yayuk Basuki    | Ann Grossman    | 6:4, 6:4      |
| 1994                    | Yayuk Basuki    | Florencia Labat | 6:4, 3:6, 7:6 |
| ↓ Kategorie: Tier III ↓ |                 |                 |               |
| 1995                    | Sabine Hack     | Irina Spîrlea   | 2:6, 7:6, 6:4 |
| 1996                    | Linda Wild      | Yayuk Basuki    | kampflos      |
| ↓ Kategorie: Tier IV ↓  |                 |                 |               |
| 1997                    | Naoko Sawamatsu | Yuka Yoshida    | 6:3, 6:2      |

### Doppel
| Jahr                    | Siegerinnen                      | Finalgegnerinnen                 | Ergebnis      |
| ----------------------- | -------------------------------- | -------------------------------- | ------------- |
| ↓ Kategorie: Tier IV ↓  |                                  |                                  |               |
| 1993                    | Nicole Arendt Kristine Radford   | Amy de Lone Erika de Lone        | 6:3, 6:4      |
| 1994                    | Nicole Arendt Kristine Radford   | Kerry-Anne Guse Andrea Strnadová | 6:2, 6:2      |
| ↓ Kategorie: Tier III ↓ |                                  |                                  |               |
| 1995                    | Claudia Porwik Irina Spîrlea     | Laurence Courtois Nancy Feber    | 6:2, 6:3      |
| 1996                    | Rika Hiraki Naoko Kijimuta       | Laurence Courtois Nancy Feber    | 7:62, 7:5     |
| ↓ Kategorie: Tier IV ↓  |                                  |                                  |               |
| 1997                    | Kerry-Anne Guse Kristine Radford | Lenka Němečková Yuka Yoshida     | 6:4, 5:7, 7:5 |

## Quelle
- ITF Homepage